# Teofil Rubasiński
Teofil Ryszard Rubasiński, właśc. Teofil Dolata, także jako Władysław Kaczmarek (ur. 6 lutego 1922 w Bytkowie, zm. 28 kwietnia 2013 w Poznaniu) – żołnierz Armii Krajowej, jeden z odkrywców mogił ofiar zbrodni katyńskiej w Katyniu w 1942, major Wojska Polskiego.

## Życiorys
W 1941 Teofil Dolata mieszkający w podpoznańskiej Rokietnicy został przymusowo wcielony przez hitlerowców do Organizacji Todt i znalazł się w składzie załogi pociągu budowlanego (Bauzug 2005-M), remontującego trasę kolejową Witebsk-Smoleńsk. Na miejscu na początku 1942 zamieszkująca pod Witebskiem młoda Polka przekazała mu informację o pomordowanych polskich oficerach i przekazała ukrywaną oficerską czapkę, którą jeden z przewożonych na egzekucję do lasu katyńskiego Polaków miał wyrzucić z pociągu wołając Jeszcze Polska nie zginęła.
W marcu 1942 w pobliżu miejscowości Kozie Góry wraz z Janem Wachowiakiem i Zygfrydem Musielakiem odkrył na terenie przedwojennego radzieckiego ośrodka NKWD, znajdującego się w lesie, zwanym katyńskim, szczątki pomordowanych oficerów Wojska Polskiego (poszukując najpierw natrafili na zwłoki w błękitnych mundurach – według informacji od okolicznych mieszkańców byli tam także mordowani i chowani żołnierze łotewscy i rumuńscy). Na przełomie marca i kwietnia 1942 Polacy ustawili na tym miejscu dwa krzyże z drewna. Pod koniec marca 1942 Bauzug 2005-M opuścił rejon Smoleńska. Niedługo później Teofil Dolata uciekł z pociągu i przedostał się do Warszawy (później 15 sierpnia 1943 Bauzug został zbombardowany przez wojska sowieckie). Władze Polski Podziemnej zmieniły mu tożsamość na Władysław Kaczmarek, a później do śmierci posługiwał się nazwiskiem Teofil Ryszard Rubasiński. Zmiany tożsamości przez AK uchroniły go od represji ze strony Gestapo jak i NKWD oraz UB. 
W grudniu 1942 (przed ogłoszeniem faktu zbrodni katyńskiej przez hitlerowską propagandę, które nastąpiło dopiero w kwietniu 1943) powiadomił jako pierwszy Armię Krajową o istnieniu masowych grobów polskich oficerów i przekazał organizacji własnoręczne szkice miejsca zbrodni.
Jako Władysław Kaczmarek od grudnia 1942 roku był żołnierzem ps. „Grab” kompanii osiowej II Rejonu AK „Celków”, następnie pod pseudonimem „Dąb” przystąpił do oddziałów wojskowych WRN organizacji PPS podległych Armii Krajowej VII Okręgu „Obroża” kompanii osiowej pod dowództwem Zygmunta Nazarczenki „Zbyszka”. 
Po rozwiązaniu pododdziału w wyniku upadku powstania warszawskiego 25 października 1944 pod nazwiskiem Rubasiński wstąpił do Frontowej Oficerskiej Szkoły Piechoty w Lublinie, 15 grudnia 1944 roku promowany został na stopień podporucznika. Walczył w 17 pułku piechoty 5 Dywizji Piechoty, znajdującej się w składzie 2 Armii Wojska Polskiego gen. Karola Świerczewskiego. Wojenną karierę zakończył jako dowódca kompanii 17 pułku. Jego szlak wojenny wiódł od Warszawy przez Łódź, Wrześnię, Poznań, Łabę, Drezno, Litomierzyce (Czechy) aż do spotkania armii amerykańskiej w miejscowości Tetzn.
Został usunięty z wojska w 1952. W tym czasie próbował wrócić do swojego pierwotnego nazwiska, co zostało uniemożliwione przez Biuro Historyczne Wojska Polskiego.
Wspomnienia Teofila Rubasińskiego opisał jako pierwszy w artykule „Na trasie pociągu 2005" w „Głosie Wielkopolskim” 23 marca 1989 Leszek Adamczewski. Mimo działającej jeszcze w tym czasie cenzury PRL-owskiego reżimu, przełamał tą publikacją milczenie na temat zbrodni katyńskiej. Mimo tego swoje wspomnienia polecił podpisać „Teofil R.”
W latach 90. wystąpił w reportażach produkcji francuskiej, niemieckiej i niemiecko-rosyjskiej, zdał też relację Instytutowi Katyńskiemu.
Członek Zarządu Głównego Związku Oficerów Rezerwy, prezes Środowiska „SYRENA” Światowego Związku Żołnierzy Armii Krajowej.
8 maja 2013 został pochowany w kwaterze Armii Krajowej na Cmentarzu Junikowo w Poznaniu

## Odznaczenia
- Krzyż Kawalerski Orderu Odrodzenia Polski
- Krzyż Walecznych
- Krzyż Partyzancki
- Medal za Warszawę 1939–1945
- Medal za Odrę, Nysę, Bałtyk
- Medal Zwycięstwa i Wolności 1945
- Medal „Za udział w walkach o Berlin”
- Krzyż Armii Krajowej